# Glavinizza
Glavinizza (łac. Glavinitzensis) – stolica historycznej diecezji w rejonie Epiro Nuovo, sufragania archidiecezji Durrës, współcześnie w środkowej Albanii. Obecnie katolickie biskupstwo tytularne.

## Biskupi tytularni
| Lp. | Biskup                         | Funkcja                                                   | Od                | Do               |
| --- | ------------------------------ | --------------------------------------------------------- | ----------------- | ---------------- |
| 1   | Gabriel Bullet                 | biskup pomocniczy Genewy, Lozanny i Fryburga (Szwajcaria) | 29 grudnia 1970   | 7 września 2011  |
| 2   | Krzysztof Wętkowski            | biskup pomocniczy gnieźnieński                            | 24 listopada 2012 | 27 kwietnia 2021 |
| 3   | Gustavo Adolfo Rosales Escobar | biskup pomocniczy Guayaquil (Ekwador)                     | 3 czerwca 2022    | 31 stycznia 2025 |